# Бессастадір
Bessastaðir — офіційна резиденція президента Ісландії і знаходиться в Альфтанесі (Гардабаїр), неподалік від столиці, Рейк'явіка.

## Історія
Вперше Бессастарір було заселено 1000 року. Згодом тут було розташовано одне з господарств Сноррі Стурлусона у 13 столітті. Після вбивства Сноррі у вересні 1241 року, Бессарадір було зайнято королем Норвегії. Після цього він став королівським маєтком та оселею найвищих посадових осіб та чиновників Ісландії. Гардабаїр відбив напад турецьких рабських рейдерів у липні 1627 року. В кінці 18 століття Бессастарір перетворено на школу на кілька років, згодом — на ферму. 1867 року господарство придбав поет і державний діяч Гримур Томсен, який прожив там майже 20 років. Серед пізніших власників були парламентарій Скулі Тороддсен та його дружина Теодора Тороддсен, яка була добре відома своїми літературними творами. У 1940 р. Сигурдур Йонассон купив Бессастарір і подарував його державі в 1941 році як резиденцію для регента, а згодом президента Ісландії.